# Alfred Koutchevski
Temple de la renommée russe : 2004
Alfred Iosifovitch Koutchevski (né le 17 mai 1931 à Moscou en URSS - mort le 15 mai 2000 à Moscou) était un joueur russe de hockey sur glace.

## Carrière de joueur
Durant sa carrière professionnelle il a évolué dans le championnat d'URSS sous les couleurs des Krylia Sovetov de 1948 à 1961. L'équipe remporte le titre national en 1957. Il termine avec un bilan de 240 matchs et 37 buts en élite.

## Carrière internationale
Il a représenté l'URSS à 51 reprises (7 buts) sur une période de six saisons entre 1954 et 1960. Il a remporté l'or aux Jeux olympiques de 1956 et le bronze en 1960. Il a participé à cinq éditions des championnats du monde pour un bilan de deux médailles d'or, deux d'argent et une de bronze.

## Statistiques

### En équipe nationale
| Année | Équipe | Compétition |   | PJ | B | A | Pts | Pun                |  | Résultat |
| 1954  | URSS   | CM          | 7 | 3  |   | 3 |     | Médaille d'or      |  |          |
| 1955  | URSS   | CM          | 8 | 0  |   | 0 |     | Médaille d'argent  |  |          |
| 1956  | URSS   | CM & JO     | 4 | 0  |   | 0 |     | Médaille d'or      |  |          |
| 1958  | URSS   | CM          | 2 | 0  | 0 | 0 | 0   | Médaille d'argent  |  |          |
| 1960  | URSS   | CM & JO     | 7 | 0  | 3 | 3 | 8   | Médaille de bronze |  |          |